# Хосе Карлос Сомоса
Хосе Карлос Сомоса (*13 листопада 1959, Гавана, Куба) — іспанський письменник.

## Біографія
Народився на Кубі, проте вже 1960 року родина з політичних причин залишила країну і переїхала в Іспанію. Родина оселилась в Кордобі, де Хосе Карлос Сомоса закінчив школу. Вищу освіту здобув на медичному факультеті Мадридського університету, його спеціалізація — психіатрія. Майже одразу після завершення навчання приймає рішення стати письменником, розсилаючи свої роботи видавництвам.
Нині успішний та популярний в Європі письменник, автор детективів та кількох фантастичних романів. Лауреат наступних літературних премій: Silver Dagger Awards та Gold Dagger Awards, Nadal Prize, Cervantes Theatre Prize, Café Gijon Prize.
Мешкає в Мадриді.

## Основні твори

### Романи
- 1994 Planos
- 1996 La Sonrisa Vertical
- 1996 Silencio de Blanca
- 1997 Miguel Will
- 1999 Cartas de un asesino insignificante
- 1999 La ventana pintada
- 2000 Dafne desvanecida
- 2000 Печера ідей / La caverna de las ideas
- 2001 Clara y la penumbra
- 2003 La dama número trece
- 2004 La caja de marfil
- 2006 Zig Zag
- 2007 La llave del abismo

### Повісті та оповідання
- 2005 El detalle
- 2005 La boca
- 2005 Planos

### Антології
- 2002 La ventana pintada
- 2007 Fantasmas de papel
- 2007 Tragedias Griegas

## Переклади українською
- Хосе Карлос Сомоса. Печера ідей / пер. з ісп. Олега Леська. — Л. : Апріорі, 2023. — 312 с. — ISBN 978-617-629-798-7.